# Tetracera surinamensis
Tetracera surinamensis är en tvåhjärtbladig växtart som beskrevs av Friedrich Anton Wilhelm Miquel. Tetracera surinamensis ingår i släktet Tetracera och familjen Dilleniaceae. Inga underarter finns listade i Catalogue of Life.